# Mohammad Sadegh Barani
Mohammad Sadegh Barani (tiếng Ba Tư: محمدصادق بارانی, ngày 9 tháng 9 năm 1991) là một tiền vệ bóng đá người Iran hiện tại thi đấu cho Paykan ở Persian Gulf Pro League.

## Sự nghiệp câu lạc bộ
Anh gia nhập Rah Ahan mùa giải 2010–11 và chỉ thi đấu 3 lần ở vị trí dự bị. Vào tháng 6 năm 2012 anh gia nhập đội bóng ở Isfahan, Zob Ahan, với bản hợp đồng 3 năm giữ anh ở câu lạc bộ đến hết mùa giải 2014–15.

### Paykan
Barani gia nhập Paykan vào mùa hè năm 2013 và anh trở thành đội trưởng năm 2015. Anh giúp Paykan lên lại Persian Gulf Pro League năm 2016.

### Thống kê sự nghiệp câu lạc bộ
- Cập nhật gần đây nhất: 27 tháng 5 năm 2018

| Thành tích câu lạc bộ | Thành tích câu lạc bộ | Thành tích câu lạc bộ | Giải vô địch | Giải vô địch | Cúp       | Cúp       | Châu lục | Châu lục  | Tổng cộng | Tổng cộng |
| Mùa giải              | Câu lạc bộ            | Giải vô địch          | Số trận      | Bàn thắng    | Số trận   | Bàn thắng | Số trận  | Bàn thắng | Số trận   | Bàn thắng |
| Iran                  | Iran                  | Iran                  | Giải vô địch | Giải vô địch | Cúp Hazfi | Cúp Hazfi | Châu Á   | Châu Á    | Tổng cộng | Tổng cộng |
| --------------------- | --------------------- | --------------------- | ------------ | ------------ | --------- | --------- | -------- | --------- | --------- | --------- |
| 2010–11               | Rah Ahan              | Pro League            | 0            | 0            | 0         | 0         | –        | –         | 0         | 0         |
| 2011–12               | Rah Ahan              | Pro League            | 2            | 0            | 0         | 0         | –        | –         | 2         | 0         |
| 2012–13               | Zob Ahan              | Pro League            | 4            | 0            | 0         | 0         | –        | –         | 4         | 0         |
| 2013–14               | Paykan                | Hạng đấu 1            | 25           | 1            | 1         | 0         | –        | –         | 26        | 1         |
| 2014–15               | Paykan                | Pro League            | 17           | 0            | 0         | 0         | –        | –         | 17        | 0         |
| 2015-16               | Paykan                | Pro League            | 35           | 3            | 1         | 0         | –        | –         | 36        | 3         |
| 2016-17               | Paykan                | Pro League            | 26           | 2            | 1         | 1         | –        | –         | 27        | 3         |
| 2017-18               | Paykan                | Pro League            | 25           | 4            | 1         | 0         | –        | –         | 26        | 4         |
| Tổng cộng sự nghiệp   | Tổng cộng sự nghiệp   | Tổng cộng sự nghiệp   | 134          | 10           | 4         | 1         | –        | –         | 138       | 11        |

- Kiến tạo

| Mùa giải | Đội bóng | Kiến tạo |
| -------- | -------- | -------- |
| 2011–12  | Rah Ahan | 0        |